# Pleiades (スーパーコンピュータ)
Pleiades（プレイアデス、プレアデス）は、SGIが開発し、NASAのエイムズ研究センターに設置された、スーパーコンピュータである。

## 概要
Pleiadesは、ペタスケール（ペタFLOPS級）のスーパーコンピュータで、SGIにより製造され、アメリカカリフォルニア州のマウンテンビューにあるNASAのエイムズ研究センターに、Columbiaの後継として設置された。主な目的はNASAの次世代宇宙船の開発支援で、突発的な故障のシミュレーションなどに使用されている。
2009年11月のTOP500ランキングで、ピーク時性能が 540 テラフロップス以上として世界6位の高速コンピュータとされたが、その時点ではまだ構築中であった。拡張後には、2009年には1000テラフロップス （1ペタフロップス）、2012年には 10ペタフロップスの達成が予定されている。
Pleiadesは、Columbiaと同様にSGI Altixベースであり、110のキャビネットの中に、56,320 個のXeonベースのプロセッサコア、74.7TBのメモリを格納する。オペレーティングシステムはSUSE Linuxベースである。

## 参照
1. ↑  "NASA collaborates with Intel and SGI on forthcoming petaflops super computers", Heise Online, 9 May 2008.
2. ↑  PLEIADES SUPERCOMPUTER - NASA